# Stora synagogan i Sydney
Stora synagogan i Sydney är en synagoga i Sydney, Australien. Den är belägen på Elizabeth Street mitt emot Hyde Park. Synagogan ritades av arkitekten Thomas Rowe och byggdes år 1878.